# Iridopsis evolata
Iridopsis evolata là một loài bướm đêm trong họ Geometridae.